# دارا تورس
دارا تورس (به انگلیسی: Dara Torres) ورزشکار زن رشتهٔ شنا اهل کشور ایالات متحده آمریکا است. وی در بین سال‌های ‎۱۹۸۴ تا ۲۰۰۸ میلادی در مسابقات بازی‌های المپیک تابستانی در مجموع ۱۲ مدال، شامل ۴ مدال طلا ، ۴ نقره و ۴ برنز را کسب کرد.